# جيراردو جريكو
جيراردو جريكو (بالإيطالية: Gerardo Greco)‏ هو صحفي إيطالي، ولد في 13 يناير 1966 في روما في إيطاليا.